# Paul McStay
Paul Michael Lyons McStay, MBE (Hamilton, 22 de outubro de 1964) é um ex-futebolista escocês, que atuava como meio-campista. 

## Uma carreira dedicada ao Celtic
O único clube que McStay defendeu durante toda sua carreira foi o Celtic, onde estreou em 1981. Sua primeira partida na Primeira Divisão nacional foi contra o Aberdeen, onde marcou um dos gols na vitória por 3 a 1.
Com a saída de Roy Aitken do Celtic, McStay virou capitão dos Bhoys a partir de 1990, e manteve esta função até o final da temporada 1996-97, a última de sua carreira, tendo atuado em apenas quinze partidas. 
Em 16 anos envergando a camisa dos Bhoys, McStay, que ganhou o apelido de "Maestro", participou de 514 partidas, marcando 57 gols.

## Seleção Escocesa
Além do Celtic, McStay defendeu também a Seleção Escocesa, tendo estreado em 1983 numa partida contra o Uruguai. Participou das Copas de 1986 e 1990, mas pouco fez para evitar a queda escocesa na primeira fase dos dois torneios.
Sua última competição com a Seleção Escocesa foi a Eurocopa de 1992, onde marcou um gol contra a Seleção da CEI na primeira fase, onde a Escócia não passaria novamente.
Preterido para a Eurocopa de 1996, o Maestro deixaria a equipe em 1997, mesmo ano de sua aposentadoria.